# Amir Waithe
Amir Waithe (27 novembre 1989) è un calciatore panamense, attaccante del Plaza Amador.

## Carriera

### Club
Ha giocato nel campionato panamense e in quello costaricano.

### Nazionale
Ha esordito in Nazionale nel 2010.